# Phlox multiflora
Phlox multiflora är en blågullsväxtart. Phlox multiflora ingår i släktet floxar, och familjen blågullsväxter.

## Underarter
Arten delas in i följande underarter:
- P. m. depressa
- P. m. multiflora
- P. m. patula

## Bildgalleri

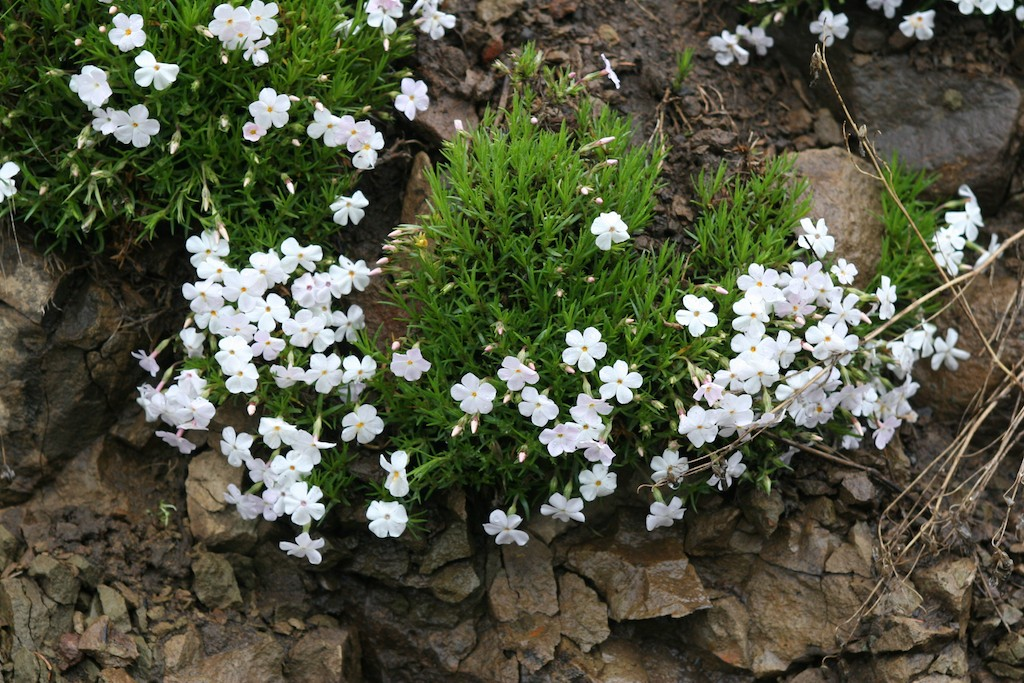
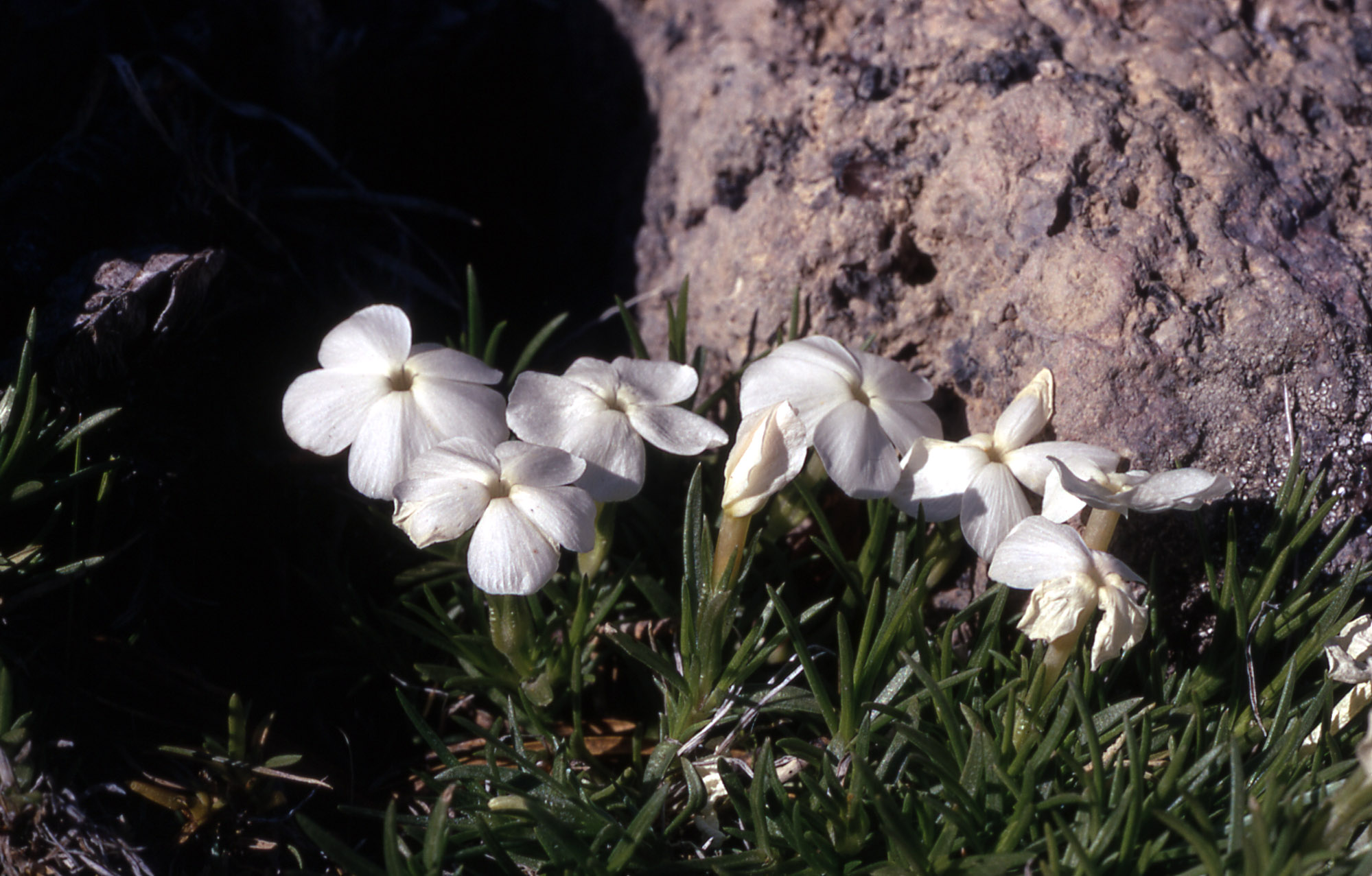